# War Pigs
War Pigs (deutsch „Kriegsschweine“) ist ein Antikriegssong der englischen Band Black Sabbath, der im Jahr 1970 als Eröffnungslied und mit einer Länge von 7:55 Minuten längstes Lied auf dem Album Paranoid veröffentlicht wurde. Als Klassiker der Rock- und frühen Heavy-Metal-Musik wurde es in den folgenden Jahrzehnten von zahlreichen Künstlern aufgegriffen und als Coverversion veröffentlicht.

## Hintergrund

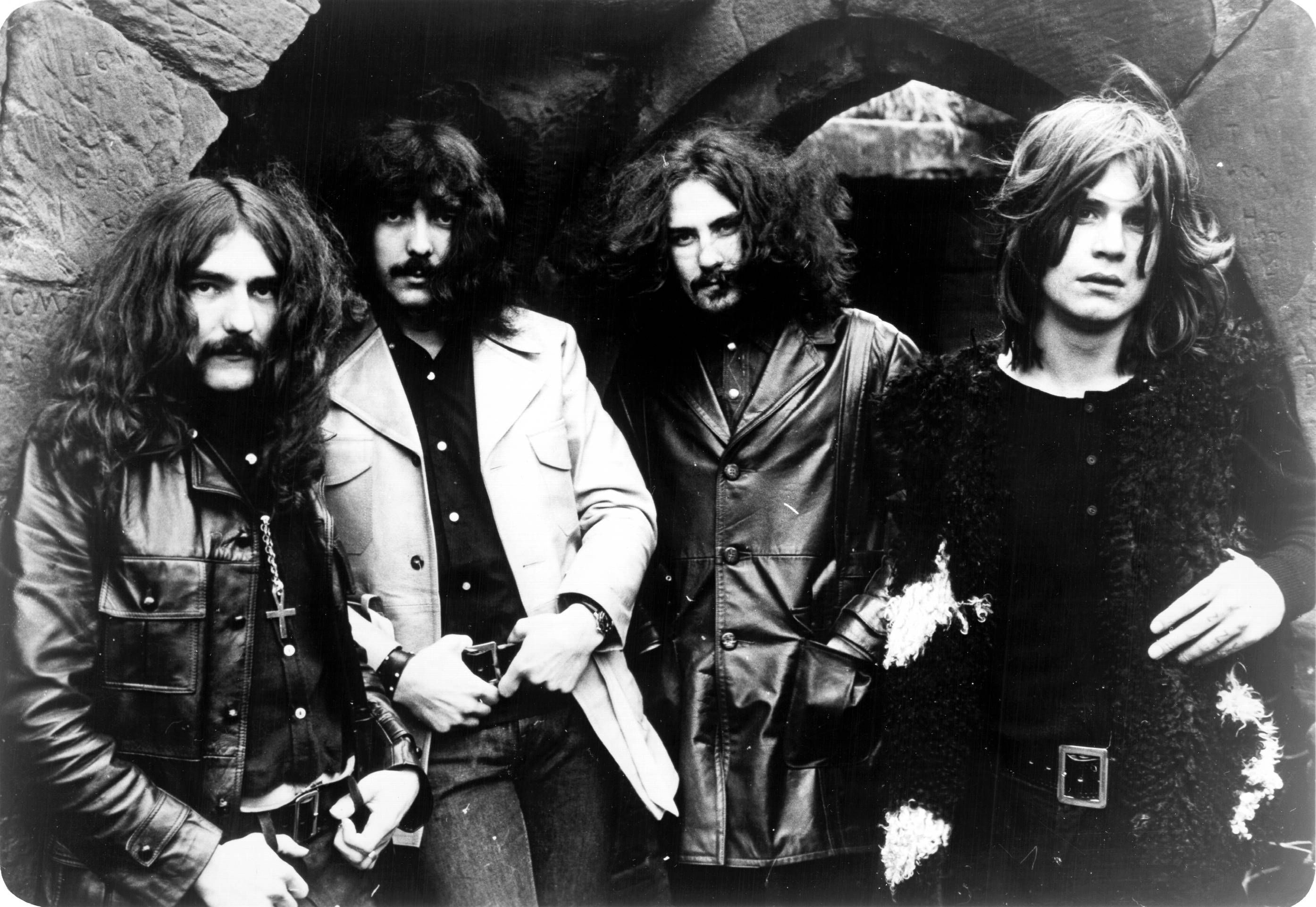
Black Sabbath (1970)

Direkt nach der Aufnahme des Albums Black Sabbath im November 1969 spielten Black Sabbath für sechs Wochen im Zürcher Hotel Hirschen; im damaligen 'Beat-Club' (auch Hirschen-Club genannt) im Erdgeschoss des Hotels im Zürcher Niederdorf. Als Hausband hatten sie anspruchsvolle, aber damals übliche Bedingungen: Täglich sieben Blöcke à 45 Minuten, beginnend um 15 Uhr nachmittags. Als Club der Musikfans waren Auftritte im Hirschen begehrt. Um ihr noch schmales Repertoire zu strecken und um der laut der Biografie von Tony Iommi „langweiligen“ Wiederholung des Immerselben zu entgehen, begannen sie zu jammen und neue Ideen zu entwickeln. In Zürich entstand dabei auch der Song War Pigs, der aus einem reinen Hexen-Song namens Walpurgis entstanden sein soll.
In dem Song War Pigs geht es um den Wunsch des Menschen, zu töten und zu zerstören. Black Sabbath wurden zu dem Lied durch Kriegsschilderungen inspiriert, die sie hörten, während sie bei einer Tournee durch Europa auf einer amerikanischen Luftwaffenbasis auftraten. Zudem befanden sich die USA im Vietnamkrieg und Großbritannien unterstützte die USA. Geezer Butler nannte in einem Interview die Proteste gegen den Krieg als eine der Hauptinspirationen des Liedes. Anders als oft interpretiert, handelt es sich bei dem Song nicht um eine Glorifizierung des Krieges, sondern um einen Antikriegssong, bei dem das Handeln der „War Pigs“, der Kriegstreiber, angeklagt wird.
Der Song beschreibt die Planung und Ausführung des Krieges, der zur Tötung von vielen Menschen und zur Zerstörung führt. In der ersten Strophe vergleicht er die Generäle mit Hexen während einer schwarzen Messe („just like witches at black masses“), während sie die Zerstörung planen. Dem werden die brennenden Körper und die Kriegsmaschinen auf dem Schlachtfeld gegenübergestellt („In the fields the bodies burning, as the war machine keeps turning“). Die zweite Strophe behandelt die Rolle der Politiker, die sich aus der Verantwortung ziehen und keinen Grund darin sehen, selbst in den Kampf zu ziehen. Sie überlassen dies den Armen und sehen im Krieg nur einen Spaß, bei dem sie die Menschen wie Bauern im Schachspiel nutzen („Making war just for fun, treating people just like pawns in chess“). Die letzte Strophe betrachtet die Welt nach dem Krieg, wenn sich die Dunkelheit über die Welt legt. Die „War Pigs“ verlieren ihre Macht und Gott ruft zum Tag der Vergeltung, an dem sie auf ihren Knien kriechend um Gnade bitten. Der Gewinner des Krieges ist allein Satan, der lachend seine Flügel ausbreitet.
Den Gesang übernahm Ozzy Osbourne, der von Bill Ward, Geezer Butler und Tony Iommi an Schlagzeug, Bass und Gitarre begleitet wurde. Dabei besteht ein Großteil des mehr als sieben Minuten langen Liedes aus Instrumentalpassagen, die von den drei Strophen unterbrochen werden.

## Veröffentlichung und Resonanz
Das Album Paranoid erschien im September 1970 bei Vertigo Records und enthielt das Lied War Pigs als erstes und zugleich längstes Lied. Alle Titel wurden von Tony Iommi, Bill Ward, Geezer Butler und Ozzy Osbourne komponiert und getextet. Das Album sollte ursprünglich War Pigs heißen, der Plattenfirma war das aber zu provokant. Das Album war international erfolgreich und konnte sich in den Charts platzieren. So erreichte es in den Deutschen Albumcharts den zweiten Platz und konnte sich für 7 Wochen in den Top 100 halten.
War Pigs selber wurde 1971 als Single veröffentlicht, konnte sich aber nicht in den Charts platzieren. Wie Paranoid und das ebenfalls auf dem Album enthaltene Lied Iron Man wurde es jedoch zu einem Rockklassiker, der bis heute auf mehreren Kompilationen mit Rock- und Heavy-Metalsongs enthalten ist. Gemeinsam mit diesen wird es als Rockstandard betrachtet.

## Kommerzieller Erfolg

### Chartplatzierungen
| ChartsChartplatzierungen     | Höchstplatzierung | Wochen |
| ---------------------------- | ----------------- | ------ |
| Vereinigtes Königreich (OCC) | 47 (… Wo.)        | …      |

### Auszeichnungen für Musikverkäufe
| Land/Region                  | Auszeichnungen für Musikverkäufe (Land/Region, Auszeichnung, Verkäufe) | Verkäufe |
| ---------------------------- | ---------------------------------------------------------------------- | -------- |
| Vereinigtes Königreich (BPI) | Gold                                                                   | 400.000  |
| Insgesamt                    | 1× Gold ·                                                              | 400.000  |

## Coverversionen
War Pigs wurde vor allem in den 1990er und 2000er Jahren von mehreren Bands und Musikern gecovert und neu veröffentlicht. Dabei wurde in der Regel der Originalsong neu interpretiert, die Spanne der musikalischen Richtungen reicht dabei von verschiedenen Rock-, Metal-, Black-Metal- und Punk-Interpretation bis zu den auf Banjos und Mandolinen gespielten Songs der Band Hayseed Dixie, einer Bluesversion von Ruthie Foster oder einer Version der Funk- und Brassband Bonerama.
Zu den bekanntesten und frühesten Cover-Versionen gehören die Interpretation von Sacred Reich auf ihrem Album Surf Nicaragua 1988 sowie die Version von Faith No More, die sie 1989 für das Album The Real Thing zum ersten Mal sowie nochmals live für Live at the Brixton Academy von 1990 aufnahmen. Das Live-Cover erschien dann zusätzlich 1994 auf dem Tribute-Album Nativity in Black, auf dem zahlreiche weitere Cover-Versionen von Black-Sabbath-Liedern veröffentlicht wurden. Die Cover-Version Judas Priests wurde 2025 über offizielle Social-Media-Kanäle Black Sabbaths veröffentlicht.
Zu den Bands und Interpreten, die das Lied in einer Coverversion veröffentlichten, gehören u. a:
- 1988: Sacred Reich
- 1989: Faith No More
- 1990: Freakwater
- 1998: Bathory
- 1999: Gov’t Mule, Loudness
- 2000: Dream Theater, Vital Remains
- 2005: Bonerama, Michael Schenker feat. Tim "Ripper" Owens, The Dresden Dolls
- 2006: Hayseed Dixie
- 2007: Cake, Freya, Tesla
- 2009: Deathrow, Suck
- 2012: The Acacia Strain, Bushman’s Revenge, Hellsongs
- 2013: Cancer Bats, Avatarium
- 2017: Ruthie Foster
- 2022: Eva under Fire
- 2025: Onslaught, Judas Priest

Insgesamt listen cover.info 39 Coverversionen und secondhandsongs.com 74 Versionen des Liedes (Stand: August 2025).